# Árabe levantino meridional
Los árabes levantinos del sur (en árabe: اللهجة الشامي الجنوبية al-lahjat al-shami al-janubía) son las variedades dialectales meridionales del árabe levantino, a su vez dialecto del árabe. Se habla principalmente en Palestina, en Jordania e históricamente en Israel antes de existir. En Jordania se habla principalmente en el occidente del país (la zona más poblada), en las gobernaciones de ‘Ajlun, Balqa', Al Karak, Mafraq, ‘Amán, Irbid, Gerasa, y Madaba.